# Symmela tarsalis
Symmela tarsalis är en skalbaggsart som beskrevs av Moser 1919. Symmela tarsalis ingår i släktet Symmela och familjen Melolonthidae. Inga underarter finns listade i Catalogue of Life.